# Яманаки
Ямана́ки (чув. Яманак) — деревня в Красноармейском районе Чувашской Республики, входит в состав Исаковского сельского поселения.

## География
Деревня расположена в северной части Чувашии на левом берегу реки Большая Шатьма.
Расстояние до Чебоксар 48 км, до райцентра 12 км, до ж.-д. станции 24 км.
В 1,5 километрах к западу от деревни находится памятник природы Кошкинское озеро.

## История
О времени возникновения деревни Яманаки нет исчерпывающей информации. Название деревни Байгулова встречается в картах 1816, 1871 года, а также в Списке населенных мест Казанской губернии 1859 года. Однако в Перечне населенных мест Российской Империи в 500 и более жителей 1897 года и в Историко-статистическом описании церкви и прихода села Малой Шатьмы Ядринского уезда, Казанской епархии, составленном в 1899 году, деревня Байгулова не упоминается, в последнем документе упоминается лишь в названии общества.
Уроженец деревни, писатель, поэт и публицист Э. И. Патмар в своих трудах привёл подробные описания исследований истории деревни. Из них следует, что деревня на этом месте существует не меньше 500 лет.
Деревня возникла как околоток ныне не существуещей деревни Байгулова. В источниках околоток именутеся как Карикасы, Кайрикасы, Карыкасы, Яманаки. Жители — чуваши, до 1866 государственные крестьяне; занимались земледелием, животноводством, скупкой яиц, торговлей мелочными товарами, отхожими промыслами.
В составе Убеевской волости Ядринского уезда в 19 в. — 1922,
Цивильского уезда — 1922—1927,
Цивильского района — 1927—1935,
Траковского района — 1935—1940,
Красноармейского района — 1940—1962,
Цивильского района — 1962—1965,
Красноармейского района — с 1965.

## Население
| 2010 | 2012 |
| ---- | ---- |
| 472  | ↗560 |

## Достопримечательности
- Водяная мельница, ныне не действующая.
- Обелиск посвященный героям и ветеранам Великой Отечественной войны. Обелиск был построен 1969—1970 гг. в честь 25-летия Победы ВОВ [2].
- Храм Александра Невского, зарегистрированный в 2002 году, построенный к 2011 году.

## Инфраструктура
- Яманакский детский сад «Шуçăм» (не работает)
- Отделение связи «Ростелеком» (не работает)
- Отделение «Почта России»
- Фельдшерско-акушерский пункт
- Модельная библиотека
- Ветеринарный участок
- ООО «Красное Сормово»
- Магазин "Кристина"
- Магазин РАЙПО
- ПВЗ OZON
- Автосервис
- Сварка, холодная ковка
- Клуб (в проекте 2025-2026)
- Стадион
- Детская площадка с тренажёрами